# Коефіцієнт сітчастості
Коефіціє́нт сітча́стості — інваріант планарних графів, що вимірює кількість обмежених граней графа відносно можливого числа граней інших планарних графів з тим самим числом вершин. Коефіцієнт набуває значення від 0 для дерев до 1 для максимальних планарних графів   .

## Визначення
Коефіцієнт використовується для порівняння загальної структури циклів зв'язного планарного графа відносно двох крайніх значень. З одного боку є дерева, планарні графи без циклів. Інша крайність — максимальні планарні графи, що мають найбільше можливе число ребер і граней для заданого числа вершин. Нормалізований коефіцієнт сітчастості — це відношення числа циклів до найбільшого можливого числа циклів у графі (з тим самим числом вершин). Відношення набуває значення від 0 для дерев до 1 для будь-якого максимального планарного графа.
Можна показати за допомогою ейлерової характеристики, що всі планарні графи з {\displaystyle n} вершинами мають максимум {\displaystyle 2n-5} обмежених граней (одна необмежена грань не враховується) і, якщо є {\displaystyle m} ребер, то кількість обмежених граней дорівнює {\displaystyle m-n+1} (що дорівнює контурному рангу графа). Отже, нормалізований коефіцієнт сітчастості можна визначити як відношення двох чисел:
{\displaystyle \alpha ={\frac {m-n+1}{2n-5}}.}
І цей коефіцієнт змінюється від 0 для дерев до 1 для максимальних планарних графів.

## Застосування
Коефіцієнт сітчастості можна використати для оцінення надмірності мережі. Цей параметр, поряд із алгебричною зв'язністю, яка вимірює надійність мережі, можна використати для вимірювання топологічних аспектів стійкості водогінної мережі; також використовується для опису структури вулиць у містах.

## Обмеження
У границі для великих графів (число ребер {\displaystyle n\gg 1}) сітчастість прямує до такої величини:
{\displaystyle \alpha \approx {\frac {\langle k\rangle }{4}}-{\frac {1}{2}}} ,
де {\displaystyle \langle k\rangle =2m/n} — середній степінь вершин у графі. Таким чином, для великих графів сітчастість не несе більше інформації, ніж середній степінь.